# Lubuk Lagan (Talo Kecil)
Lubuk Lagan is een bestuurslaag in het regentschap Seluma van de provincie Bengkulu, Indonesië. Lubuk Lagan telt 923 inwoners (volkstelling 2010).